# Бібліотека Жуаніна
Бібліотека Жуаніна (порт. Biblioteca Joanina) — історична університетська бібліотека Коїмбрського університету, заснована 1717 року за правління короля Португалії Жуана V. Сьогодні Бібліотека Жуаніна входить до складу Загальної університетської бібліотеки Коїмбрського університету. У фондах бібліотеки зберігається 250 000 томів видань до 1800 року. Розташована в місті Коїмбра, поряд з університетською вежею.

## Короткий опис
Будівництво бібліотеки почалося 1717 року, перший камінь було закладено 17 липня. Завершилося будівництво 1728 року.
Бібліотека розташована у верхній частині університету, і складається з трьох залів: червоного, синього та оливкового, що розділені декоративними арками.
У кожному залі стоять двоярусні книжкові полиці до стелі. Двері виготовлено з деревини тикового дерева, що сприяє утриманню сталої температури всередині, необхідної для збереження як книжок, так і самих барокових полиць.
Сама споруда та інтер'єр бібліотеки є яскравим зразком архітектури стилю бароко.
У фондах бібліотеки зберігається понад 250 тисяч томів видань до 1800 року, серед яких чимало рідкісних видань з астрономії, медицини, географії, історії, філології, права, філософії та теології.
Архітектором бібліотеки був Жуан Карвальо Феррейра. Розписи проводилися лише через кілька років після завершення будівництва: фрески стелі й карнизи були виконані художником Антоніу Рібейру Сімоесом та позолотником Вісенте Нуньєсом. Великий портрет короля Жуана V належить пензлю італійського майстра Доменіко Дупра, розпис та позолоту полиць виконав Мануель да Сілва. Меблі з екзотичних порід дерева були виготовлені Франческо Гвальдіні.

## Кажани
Бібліотека відома як одна з двох у світі (друга — бібліотека палацу Мафра), чиї книги захищають від комах колонії кажанів. Протягом ночі кажани полюють на комах, допомагаючи таким чином у справі збереження колекції бібліотеки. Щовечора працівники бібліотеки накривають книжкові полиці шкіряними листами, а вранці очищають бібліотеку від посліду кажанів.

## Галерея
|  |  |  |